# Sylviane Puntous
Pour les articles homonymes, voir Puntous (homonymie).
Sylviane Puntous, née en 1963 à Montréal, est une triathlète canadienne, qualifiée de « première vraie star féminine du triathlon ». Elle est double vainqueur du triathlon Ironman d'Hawaï en 1983 et 1984 et parmi les triathlètes ayant marqué l'histoire de cette épreuve, avec sa sœur jumelle Patricia Puntous.

## Biographie

### Débuts en athlétisme
Sylviane Puntous possède le record du Québec du relais 4x800 mètres, avec ses partenaires Patricia Puntous, Isabelle Boutet et Marie-Claude Grenier, avec un temps de 9 min 6 s 80 établi le 12 juillet 1978 à Montréal.

### Carrière professionnelle
Sylviane Puntous est la première triathlète non-américaine à remporter le triathlon Ironman d'Hawaï en 1983 et 1984, avant que celui-ci ne devienne officiellement le championnat du monde d'Ironman en 1990 (Ironman World Championship). Sa sœur jumelle, Patricia, triathlète professionnelle également, termine deuxième sur ces deux mêmes éditions. Son premier sacre est obtenu, à seulement 22 ans, en 10 h 43 min 36 s, après 1 h 0 min 28 s de natation, 6 h 20 min 40 s de vélo et 3 h 22 min 28 s de course à pied, ce qui constitue alors le record de l'épreuve. Elle améliore à nouveau son temps global en 1984 avec 10 h 25 min 13 s (1 h 0 min 45 s de natation, 5 h 50 min 36 s de vélo et 3 h 33 min 51 s de course à pied). Elle prend en 1986, 1987 et 1989 la deuxième place de l'épreuve, en améliorant à chaque fois son record personnel.
L'édition 1986 de l'Ironman est décrit comme « dramatique » pour les sœurs Puntous. Sylviane termine officiellement deuxième derrière Paula Newby-Fraser, alors que Patricia, qui avait initialement franchit la ligne d'arrivée en tête, est disqualifiée pour cause de drafting. Mais la ressemblance entre les jumelles est telle qu'il s'avère que Sylviane était bien la responsable. Elles offrent un spectacle touchant devant les caméras de télévision en pleurant dans les bras l'une de l'autre à l'arrivée. 
Sylviane Puntous participe au Triathlon international de Nice en 1989 et termine à la deuxième place, sa sœur Patricia prenant la troisième. Elle finit cinquième au premier championnat du monde organisé en France à Avignon en 1989, dans un temps de 2 h 13 min 19 s, juste devant sa sœur.
Mais la pression qu'elle subit depuis sa double victoire à Hawaï est telle qu'elle prend une première retraite sportive en 1992, tout comme sa jumelle. Des rumeurs parlent d'un retour sur le marathon des Jeux olympiques en 1996, ce qui ne se produit pas. Elle reprend, toujours avec Patricia, la compétition par le duathlon en 1999. Sans être à nouveau dominantes, Sylviane et sa sœur se retrouvent régulièrement très bien classées dans les courses auxquelles elles participent. En 2003, à près de 40 ans, elles sont toujours dans les tops 20 de la catégorie senior, alors qu'elles peuvent disputer les courses vétérans.
Les deux sœurs sont citées comme les « premières vraies stars du triathlon » au Canada, en y ayant favorisé sa pratique par les féminines. Elles sont intronisées au Panthéon du sport canadien en 2003.
En 2008, Sylviane Puntous apparait trois fois dans le top 10 des plus petits écarts à l'arrivée de l'Ironman d'Hawaii. Ses deuxièmes places, pour 1 min 32 s derrière Erin Baker en 1987, et pour 3 min 59 s derrière Paula Newby-Fraser en 1986, se trouvent respectivement aux deuxième et septième positions de ce classement. Sa victoire en 1984 devant Patricia Puntous, pour 2 min 15 s, se classe quatrième.

### Reconversion
Durant sa pause entre 1992 et 1999, Sylviane est engagée avec sa sœur comme serveuse dans un restaurant de Montréal.

## Palmarès
Le tableau présente les résultats les plus significatifs (podium) obtenus sur le circuit international de triathlon et de duathlon depuis 1983.
| Année                                | Compétition                                  | Pays              | Position           | Temps            |
| ------------------------------------ | -------------------------------------------- | ----------------- | ------------------ | ---------------- |
| 1992                                 | Triathlon international de Nice              | France            | Médaille de bronze | 7 h 5 min 35 s   |
| 1990                                 | Championnats du monde de duathlon            | États-Unis        | Médaille de bronze | 3 h 0 min 55 s   |
| 1989                                 | Ironman - Championnat du monde à Kailua-Kona | États-Unis        | Médaille d'argent  | 9 h 21 min 55 s  |
| Triathlon international de Nice      | France                                       | Médaille d'argent | 6 h 51 min 45 s    |                  |
| 1987                                 | Ironman - Championnat du monde à Kailua-Kona | États-Unis        | Médaille d'argent  | 9 h 36 min 57 s  |
| 1986                                 | Ironman - Championnat du monde à Kailua-Kona | États-Unis        | Médaille d'argent  | 9 h 53 min 13 s  |
| 1985                                 | Triathlon international de Nice              | France            | Médaille de bronze | 6 h 54 min 0 s   |
| Championnat des États-Unis (invitée) | États-Unis                                   | Médaille d'argent | Timing             |                  |
| 1984                                 | Ironman - Championnat du monde à Kailua-Kona | États-Unis        | Médaille d'or      | 10 h 25 min 13 s |
| 1983                                 | Ironman - Championnat du monde à Kailua-Kona | États-Unis        | Médaille d'or      | 10 h 43 min 36 s |
| Championnat des États-Unis (invitée) | États-Unis                                   | Médaille d'or     | 2 h 48 min 18 s    |                  |